# Ifakara Health Institute
Ifakara Health Institute (IHI) és una organització amb seus Ifakara i Dar es Salaam (Tanzània). La seva principal funció és el tractament de les malalties de la malària i sida en la població nativa.
El centre fou fundat l'any 1956 com un centre avançat de treball del Swiss Tropical and Public Health Institute. L'any 1991 va rebre el nom de Ifakara Centre, el 1996 el nom de Ifakara Health Research and Development Centre (IHRDC) i el 2008 el nom actual.
El 2008 fou guardonat amb el Premi Príncep d'Astúries de Cooperació Internacional, juntament amb els centres Malaria Research and Training Centre, Kintampo Health Research Centre i el Centre d'Investigació en Salut de Manhiça, per la seva tasca de lluita per trencar la relació entre la pobresa i les malalties.